# Fabijan Blašković
Fabijan Blašković (Šolta, 14. svibnja 1729. – Makarska, prosinac 1819.), makarski biskup i teolog.

## Životopis
Fabijan Blašković je rođen na otoku Šolti 14. svibnja 1729., u siromašnoj ribarskoj obitelji. Dne 24. prosinca 1752. je zaređen za svećenika, 15. prosinca 1777. godine nakon smrti svog strica, Stjepana Blaškovića, imenovan je biskupom Makarske. Za biskupa ga je zaredio Ivan Luka Garanjin.
Blašković je umro u Makarskoj u prosincu 1819. u dobi od 90 godina. On je bio posljednji biskup Makarske.